# 植田和光
植田 和光（うえだ かずみつ、1954年 - ）は、日本の農芸化学者。京都大学物質-細胞統合システム拠点教授および京都大学大学院農学研究科教授。学位は農学博士。

## 略歴
1978年に京都大学農学部農芸化学科を卒業後、1980年に同大学大学院農学研究科修士課程修了、1982年博士課程を中退して京都大学助手、1999年助教授、2003年教授。2007年より京都大学物質-細胞統合システム拠点 (WPI-iCeMS) 教授を兼ねる。1985年から1987年にかけてアメリカ国立衛生研究所国立癌研究所研究員を務めた。1986年に癌多剤耐性の原因となるP糖タンパク質の遺伝子MDR1ABCB1を単離した。
1981年に京都大学から農学博士の学位を取得。論文の題目は「マイトマイシンCによるファージφX174不活化およびDNA鎖切断機構」。
1998年から2002年の5年間JSPS特定領域研究「ABC蛋白の多機能性と生命維持機構」の代表を務めた。また、2015年5月より2017年5月まで、公益社団法人日本農芸化学会会長を務めた。

## 主な受賞歴
- 日本農芸化学会奨励賞（1992年）
- 日本農芸化学会学会賞（2010年）